# Tiacloprid
El tiacloprid és un insecticida de la categoria dels neonicotenoides. Fou desenvolupat per Bayer CropScience. S'utilitza per controlar una gran varietat d'insectes xucladors i mastegadors en els cultius agrícoles, concretament, el pugó i la mosca blanca. El seu nom sistemàtic és {(2Z)-3-[(6-cloropiridin-3-il)metil]-1,3-tiazolidin-2-il lidè}cinamida (C10H9ClN₄S).